# Kongen af Pelikanien
Kongen af Pelikanien er en dansk stumfilm fra 1928 med instruktion og manuskript af Valdemar Andersen. I filmen optræder komikerparret Fyrtårnet og Bivognen.

## Handling
Den skønne prinsesse Lola er fordrevet fra sit hjemland Pelikanien, hvor en af hendes slægtninge på underfundig vis har tilranet sig magten. Hun ses nu som Revy-Teatrets fejrede primadonna, der hver aften vækker publikums stormende begejstring. Men prinsessen har dog sine mest hengivne beundrere bag rampen. Den unge teaterlæge Ove Helmer elsker hende - og Fyrtårnet og Bivognen, der fungerer henholdsvis som sufflør og sminkør, omfatter hende med den varmeste hengivenhed. Lola har for øvrigt en særlig forkærlighed for Bivognen, fordi han har en slående lighed med Pelikaniens sagnrige konge, Joachim den Gode. Da prinsessen endelig har mulighed for at vende hjem til Pelikanien, vil Fyrtårnet og Bivognen gerne med for at slå et slag for hende, og her får Bivognens lighed med kongen uventede konsekvenser.

## Medvirkende
- Carl Schenstrøm - Fyrtårnet, suffløren
- Harald Madsen - Bivognen, sminkøren
- Elisabeth Frederiksen - Prinsesse Lola
- Gorm Schmidt - Ove Helmer, teaterlæge
- Marie Brink - Kathinka, påklæderske
- Lauritz Olsen - Regissøren
- Karl Jørgensen - Kong Rames af Pelikanien
- Carl Thomsen - Javild, rigsrådets præsident
- Henry Schmidt - Limb, adjudant
- Poul Jensen - Kern, officer
- Gudrun Bruun Stephensen - Lucy, hofdame
- William Bewer - Alberts, slotsforvalter
- Aase Jacobsen - En hof-assistent
- Christian Engelstoft